# Woodland Caribou Provincial Park
Woodland Caribou Provincial Park är en park i Kanada.   Den ligger i provinsen Ontario, i den sydöstra delen av landet, 1 500 km väster om huvudstaden Ottawa. Woodland Caribou Provincial Park ligger 372 meter över havet.
Terrängen runt Woodland Caribou Provincial Park är platt. Trakten runt Woodland Caribou Provincial Park är nära nog obefolkad, med mindre än två invånare per kvadratkilometer.. Det finns inga samhällen i närheten. 
I omgivningarna runt Woodland Caribou Provincial Park växer i huvudsak barrskog.